# Plectus
Plectus är ett släkte av rundmaskar. Plectus ingår i familjen Plectidae.

## Dottertaxa tillPlectus, i alfabetisk ordning[1][2]
- Plectus aberrans
- Plectus acuminatus
- Plectus agilior
- Plectus annulatus
- Plectus antarcticus
- Plectus aquatilis
- Plectus armatus
- Plectus assimilis
- Plectus cirratus
- Plectus communis
- Plectus cornus
- Plectus effilatus
- Plectus elongatus
- Plectus exinocaudatus
- Plectus fragilis
- Plectus frigophilus
- Plectus geophilus
- Plectus globilabiatus
- Plectus grahami
- Plectus hawaiiensis
- Plectus inquirendus
- Plectus insignis
- Plectus longicaudatus
- Plectus minimus
- Plectus murrayi
- Plectus palustris
- Plectus parainquirendus
- Plectus parietinus
- Plectus parvus
- Plectus pusillus
- Plectus pygmaeus
- Plectus raabei
- Plectus rhizophilus
- Plectus rivalis
- Plectus sambesii
- Plectus similis
- Plectus tenuis
- Plectus thornei
- Plectus tritici
- Plectus tubifer
- Plectus turricaudatus
- Plectus varians
- Plectus vindobonensis